# Arab Wikipédia
Az Arab Wikipédia (arab nyelven: ) a Wikipédia projekt arab nyelvű változata, egy internetes enciklopédia. Az Arab Wikipédiának 25 adminja, 2 698 447 felhasználója van, melyből 3 772 fő az aktív szerkesztő. A lapok száma (beleértve a szócikkeket, vitalapokat, allapokat és egyéb lapokat is) 8 702 795, a szerkesztések száma pedig 69 838 097.

## Mérföldkövek
- 2003. július 9. - elindul az oldal
- Jelenlegi szócikkek száma: 1 041 592 (2020. május 1.)

## Külső hivatkozások
- A perzsa Wikipédia kezdőlapja